# Edutainment
Edutainment (ang.) – inaczej edurozrywka; neologizm w języku angielskim, powstały z połączenia słów „education” i „entertainment” (stąd niekiedy używa się również określenia „entertainment-education”). W języku polskim używa się też w tym znaczeniu określenia edukacja rozrywkowa. Podejmowane są też próby innego tłumaczenia, np. neologizm „edukywka” stworzony przez analogię do angielskiego: education – edukacja, entertainment – rozrywka
Istotę edutainment dobrze oddaje powiedzenie „uczyć bawiąc”. Wskazuje ono zarazem odpowiednią hierarchię ważności. Pod pojęciem edutainment będziemy rozumieć takie działania, których celem jest przede wszystkim edukacja, zaś forma rozrywki jest wyłącznie sposobem uatrakcyjnienia lub ukrycia przekazu o charakterze edukacyjnym. Inaczej mówiąc, programy wykorzystujące edutainment edukują z użyciem metod rozrywkowych (są narzędziem „rozrywkowej” edukacji). Celem ich jest zaktywizowanie osoby do nauki i zbudowanie interakcji pomiędzy edukatorem (lub narzędziem edukacji) a osobą uczącą się.

## Definicja
Możemy wyróżnić edutainment w węższym i szerszym znaczeniu.
Edutainment w węższym znaczeniu to wszelkie działania łączące edukację z rozrywką, które wykorzystują środki masowego przekazu jako podstawowy kanał komunikacji z odbiorcą. Nadawca przekazuje tu określone treści edukacyjne całkowicie ukrywając je w programie rozrywkowym albo też wkomponowuje specjalnie przygotowane „lekcje” w format popularnych programów rozrywkowych, np. teleturniejów i quizów telewizyjnych, seriali, gier komputerowych lub video, filmów, muzyki, stron internetowych i portali, prezentacji multimedialnych itp.
W szerszym znaczeniu możemy mówić o wszelkich formach działań podejmowanych przez jednostki lub organizacje, które zaprojektowane są w celach edukacyjnych i wykorzystują określoną formę rozrywki, aby przekazać konkretne treści edukacyjne zdefiniowanej grupie odbiorców. W tym znaczeniu Edutainment to także przedstawienie teatralne zwracające uwagę na problem AIDS, warsztaty uczące młodzież sztuki filmowej, Festiwal Nauki, czy znane produkcje kinowe jak „Mikrokosmos (film)” czy „Makrokosmos – Podniebny taniec”.
To, czy coś jest edutainment, zależy przede wszystkim od inicjatora tego działania – od jego decyzji zależy, czy program rozrywkowy będzie pełnił funkcje wyłącznie rozrywkowe, czy też pod formą rozrywki przekazywał będzie jego odbiorcom określony zasób wiedzy lub umiejętności.
W kontekście edutainment forma rozrywki czy zabawy nie może być uznana za rzecz mającą szczególną wartość dla procesu edukacji, jeśli te formy nie wspierają procesu uczenia się. Z drugiej strony, nie każdy program edutainment musi być śmieszny, czy zabawny, żeby pełnić funkcje rozrywkowe – wystarczy, że jest on interesujący (atrakcyjny) dla odbiorcy.

## Współczesny cel działań
Współcześnie uważa się, że zasadnicza wartość edutainment polega na tym, że jest on narzędziem służącym realizacji strategii na rzecz określonej zmiany społecznej, np. rozwoju profilaktyki i ochrony zdrowia (np. przeciwdziałanie AIDS), pogłębienia świadomości ekologicznej (np. ochrona gatunków zagrożonych wyginięciem), czy ekonomicznej (np. w zakresie wiedzy o finansach).
Ze względu na wykorzystanie wielu kanałów komunikacji i dotarcie do olbrzymiej grupy odbiorców (np. w Indiach jeden z telewizyjnych seriali edutainment obejrzało 185 milionów osób), narzędzie to świetnie nadaje się do wykorzystania w edukacji powszechnej.
Zaletą działań typu edutainment jest jego wysoka skuteczność w przekazywaniu wiedzy i umiejętności. Istnieje wiele dowodów (na świecie i w Polsce) na to, że wykorzystanie tego narzędzia w procesie edukacji przyspiesza i utrwala pożądane (lub kreowane) postawy społeczne, zwłaszcza jeśli przekazywana treść jest użyteczna i zbieżna z oczekiwaniami szerokiej opinii publicznej. Skuteczność ta wynika przede wszystkim z tego, że umysły są bardziej otwarte na przekaz edukacyjny, kiedy odbiorcy nie uświadamiają sobie, że się w danej chwili uczą.
Edutainment jest szczególnie często wykorzystywany do promocji zdrowego trybu życia i profilaktyki zdrowotnej. Znaczącym, światowym ośrodkiem badawczo-naukowym, który wykorzystuje edutainment w wielu swoich działaniach jest Johns Hopkins University Center for Communication Programs z amerykańskiego Baltimore. W tym obszarze Edutainment jest powszechnie stosowany na całym świecie do walki z AIDS.

## Historia
Historia edutainment liczy sobie kilkadziesiąt lat. Uznaje się, że historia nowoczesnego edutainment, definiowanego jako narzędzie służące realizacji strategii na rzecz określonej zmiany społecznej, zaczęła się w 1951 r. w Wielkiej Brytanii, kiedy to BBC rozpoczęło nadawanie słuchowiska „The Archers”, w którym łączono wątki edukacji ekonomicznej, ekologicznej z edukacją rolniczą.
Olbrzymi sukces odniosła również Ulica Sezamkowa, która dziś jest chyba największym projektem edutainment na świecie. Połączenie rozrywki z edukacją w programie adresowanym do dzieci (i ich rodziców) okazało się strzałem w dziesiątkę i od 1969 roku Ulica Sezamkowa zdobywała najmłodszą widownię w kolejnych (do tej pory łącznie 120) krajach. Powstało już ponad 30 wersji międzynarodowych programu, a w samych Stanach Zjednoczonych ponad 4100 odcinków. Szacuje się, że 75 milionów Amerykanów oglądało Ulicę Sezamkową jako dzieci.
Od lat 70. edutainment zawojował również obszar edukacji i profilaktyki zdrowotnej. Sukcesem w wielu krajach świata okazały się seriale (opery mydlane), w których poruszano tematykę przeciwdziałania różnym chorobom, filmy i nowele radiowe na temat HIV/AIDS, zdrowego odżywiania. Tylko wspomniane wcześniej Johns Hopkins University Center for Communication Programs uczestniczyło w tworzeniu 125 takich projektów edutainment na świecie w latach 1982–2004.
Jednak dopiero teraz, w dobie potężnych środków masowego przekazu, możemy zaobserwować siłę i skuteczność tego narzędzia edukacyjnego. Zwłaszcza kiedy możliwe jest obudowanie głównego kanału przekazu rozmaitymi kanałami wzmacniającymi przekaz edukacyjny programu, na przykład przy wykorzystaniu Internetu.

## Zastosowanie w procesie edukacji
Można wyróżnić dwa rodzaje edutainment ze względu na cele i zawartość:
- na rzecz poprawy jakości życia odbiorców i lepszej kontroli nad życiem (edukacja nieformalna, kształtowanie postaw, styl życia) – zazwyczaj poprzez dyskusję i narrację;
- na rzecz kształtowania umiejętności życiowych – prezentacja doświadczeń, symulacji.

Dzięki rozwojowi środków masowego przekazu dla edutainment mogą nadejść dobre czasy. Po pierwsze będzie coraz więcej mediów (w tym cyfrowych), które będą rywalizowały między sobą o odbiorców. Po drugie – rozwój cywilizacyjny i technologiczny świata powoduje zwiększenie zapotrzebowania na edukację, zaś nie wszystkie systemy edukacji są w stanie nadążyć za tymi zmianami i oferować odbiorcom (zwłaszcza młodzieży) wiedzę i umiejętności, które pozwolą na swobodne funkcjonowanie na zmieniającym się szybko rynku pracy. W ten sposób pojawia się miejsce na różnego rodzaju formy edukacji nieformalnej, w tym i edutainment.
Można wskazać kilka powodów, dla których warto stosować edutainment w procesie edukacji powszechnej:
- jest to narzędzie, które pomaga zwrócić uwagę opinii publicznej na zagadnienia, które są istotne dla rozwoju społeczeństwa oraz gospodarki;
- jest skuteczną formą edukacji ludzi. Wyniki ewaluacji programów tego typu wskazują na znaczący przyrost wiedzy u odbiorców programu;
- ma wpływ ma tę sferę świadomości, która jest odpowiedzialna za większość decyzji podejmowanych na co dzień. Daje możliwość istotnego wpływania na postawy i zachowania ludzi;
- jest narzędziem oddziaływania masowego. Oznacza to, że w efektywny sposób jesteśmy w stanie promować na wielką skalę pożądane zachowania i wzorce postępowania;
- pomimo dość wysokich kosztów przygotowania programów, koszt edukacji z wykorzystaniem tego typu narzędzi jest w przeliczeniu na głowę odbiorcy niższy niż w przypadku programów o charakterze szkoleniowym, czy innych tradycyjnych form edukacji.

## Wartość edutainment
Edutainment wywołuje czasem kontrowersje wśród naukowców zajmujących się edukacją. Neil Postman zauważył, że w telewizji jest zbyt dużo rozrywki i że często w społeczeństwach zachodnich „zabawiamy się na śmierć”, trywializując ważne aspekty życia ludzkiego („Amusing Ourselves to Death: Public Discourse In the Age of Show Business”). Z kolei G.Russell („School education in the age of the ubiquitous networked computer”), jak i wielu innych naukowców i nauczycieli, wyraża swoje obawy w związku z przesuwaniem we współczesnym świecie akcentu w procesie uczenia się z wertykalnego (głęboka wiedza, głęboka świadomość) na rzecz horyzontalnego (płytka wiedza, płytka świadomość, wiedza fragmentaryczna), co może skutkować zerwaniem ciągłości w rozumieniu kultury społecznej.
Badania psychologów dowodzą, że człowiek uczy się (od urodzenia aż do śmierci) z wykorzystaniem obu świadomości – głębokiej (głównie na etapie edukacji szkolnej, formalnej) i płytkiej (edukacja nieformalna, kontakty z rodziną, przyjaciółmi, mediami). Aktualnie większe znaczenie świadomości płytkiej w procesie uczenia się wynika z większego znaczenia mediów w rozwoju człowieka, przez co uczymy się znacznie częściej rzeczy praktycznych, zwłaszcza w kontekście codziennych czynności życiowych. Trzeba podkreślić, że celem edutainment nie jest zastąpienie edukacji szkolnej, gdyż inna jest jego funkcja. Nie dostarczy też odbiorcy kompleksowej wiedzy z konkretnego obszaru nauki, gdyż wówczas przekaz stałby się zbyt edukacyjny, a za mało rozrywkowy.
Pozytywne oddziaływanie Edutainment na społeczeństwo dobrze podsumowuje paradygmat 9P (autorstwa znanej badaczki edutainment Phyllis Tilson Piotrow). Edutainment jest:
- przenikający, szerzący się (pervasive) – dociera za pomocą mediów do każdego;
- popularny (popular) – ludzie lubią i chętnie korzystają z takich programów;
- perswazyjny (persuasive) – silny element perswazyjny wynika z promowanych wzorców zachowań, które ludzie są w stanie oglądać, zaakceptować oraz powielać;
- przynoszący korzyści (profitable) – inwestycje w edutainment zwracają się w różnych wymiarach, także finansowych (niższe koszty społeczne);
- wywołujący emocje (passionate) – co pomaga zapamiętać przekaz i promowane w programie wzorce zachowań;
- personalny (personal) – pozwalający widzom na indywidualny odbiór i utożsamianie się z bohaterami;
- partycypacyjny (participatory) – stwarzający możliwość interakcji z widzami i uczestnictwa w wydarzeniu (czy szerzej, w pewnej akcji społecznej, towarzyszącej programowi);
- zachęcający do działania (prompts to action) – dzięki temu, że zawiera wiele podpowiedzi i wskazówek, które mogą być zastosowane w codziennym życiu;
- skuteczny (proven effective) – o czym świadczą dziesiątki ewaluacji przeprowadzanych na świecie.

## Przykładowe projekty edutainment
- Serwis z edukacyjnymi zabawami dla dzieci Ciufcia (Polska)
- Słuchowisko Programu 1 Polskiego Radia Motel w pół drogi (Polska)
- Słuchowisko BBC The Archers (Wielka Brytania)
- Program telewizyjny dla dzieci Ulica Sezamkowa (USA)
- Program telewizyjny dla dzieci Świat słów (USA)
- Kampania edukacyjna Soul City (RPA)
- Serial telewizyjny Żółta kartka (ang. „The Yellow Card”) (Zimbabwe)